# 성 (시호)
성은 시호에 쓰이는 글자다. 상통하지 않는 다른 成, 聖, 聲 세 글자가 있으며, 聖은 《일주서》 〈시법해〉에서 칭선부간(稱善賦簡), 경빈후례(敬賓厚禮), 成은 안민입정(安民立政), 聲은 불생기국(不生其國)을 일컫는다 한다.

## 성황제(成皇帝)
- 전한 성제
- 동진 성제
- 청 성제(도광제)
- 조선 성황제 헌종

## 성왕(成王)
- 서주 성왕
- 초 성왕
- 전한 장사성왕 오신
- 서진 의양성왕 사마망
- 전량 성왕(장무)
- 발해 성왕

## 성왕(聖王)
- 백제 성왕

## 성왕(聲王)
- 초 성왕

## 성공(成公)
- 감 성공
- 기 성공
- 노 성공
- 단 성공
- 당 성공
- 등 성공
- 소 성공
- 송 성공
- 연 성공
- 위 성공
- 정 성공
- 제 성공
- 조 성공
- 중산 성공
- 진 성공
- 진 성공
- 진 성공

## 성공(聲公)
- 위 성공
- 정 성공
- 조 성공

## 성후(成侯)
- 공 성후
- 위 성후
- 조 성후
- 진 성후
- 채 성후
- 조위 정릉성후 종요

## 성후(聲侯)
- 채 성후

## 성백(成伯)
- 국성백 국자고

## 성백(聲伯)
- 자숙성백 자숙영제

## 성자(成子)
- 계성자 계우
- 공성자 공증서
- 공손성자 공손교
- 극성자 극결
- 북궁성자 북궁유
- 석성자 석주서
- 석성자 석직
- 숙손성자 숙손불감
- 영성자 영상
- 전성자 전항
- 조성자 조쇠